# St. Mary's, Alaska
St. Mary's är en ort i Kusilvak Census Area i Alaska i USA. Orten har 599 invånare (2020) och ligger på västsidan av floden Andreafsky River, strax innan denna rinner ut i Yukonfloden.